# Camuy
Camuy ist eine der 78 Gemeinden von Puerto Rico.
Sie liegt an der Nordküste von Puerto Rico. Sie hatte 2019 eine Einwohnerzahl von 30.504 Personen.

## Geschichte
Camuy, auch bekannt als la ciudad romántica (romantische Stadt), wurde 1807 von Petronila Matos gegründet und war früher Teil von Arecibo. Sie liegt in der nordwestlichen Küstenregion von Puerto Rico, weniger als 5 Minuten westlich der Gemeinde Hatillo. Bereits 1846 verband die Puente Camuy, eine Brücke über den Camuy-Fluss, Camuy mit Hatillo. Der Name Camuy leitet sich von der Taíno-Sprache ab, obwohl eine Reihe von Legenden unterschiedliche Erklärungen für den Ursprung des Namens geben. Eine solche Legende behauptet, der Name stamme vom Taíno-Wort für "Sonne", eine andere behauptet die Ableitung von camuy, Taíno für "schöne Landschaft", und wieder eine andere besagt, Camuy sei der Name des Taíno-Häuptlings Yumac mit den Buchstaben in umgekehrter Reihenfolge. Die Sonnen-Legende spiegelt sich im Wappen der Gemeinde wider.
Puerto Rico wurde nach dem Spanisch-Amerikanischen Krieg von Spanien unter den Bedingungen des Abkommens von 1898 abgetreten und wurde ein Territorium der Vereinigten Staaten. Im Jahr 1899 führten die Vereinigten Staaten ihre erste Volkszählung in Puerto Rico durch und stellten fest, dass die Bevölkerung von Camuy damals 10.887 betrug.
In seinen Anfängen wurde Camuy in die "Partition von San Antonio de la Tuna" integriert. Die "Partitionen" waren große Landstriche, die Puerto Rico teilten. Zu der Zeit umfasste die Partition die Gebiete zwischen Aguadilla und Arecibo, welche heute als die Gemeinden Camuy, Hatillo, Quebradillas, Isabela, Utuado und San Sebastián bekannt sind.

## Gliederung
Die Gemeinde ist in 13 Barrios aufgeteilt:
1. Abra Honda
2. Camuy barrio-pueblo
3. Camuy Arriba
4. Cibao
5. Ciénagas
6. Membrillo
7. Piedra Gorda
8. Puente
9. Puertos
10. Quebrada
11. Santiago
12. Yeguada
13. Zanja

## Söhne und Töchter der Stadt
- Johnny Rodríguez (1912–1997), Sänger und Komponist
- Enrique Manuel Hernández Rivera (* 1938), Geistlicher
- Daniel Jiménez (* 1969), Boxer